# 庙阳站
庙阳站是凤上铁路上的一个乘降所，位于辽宁省丹东市凤城市石城镇荣家村，因地处庙阳沟附近而得名，始建于1942年。该站距离凤凰城站66公里，上河口站88公里，隶属中国铁路沈阳局集团管辖。